# Teorema di Rothe
In matematica, il teorema di Rothe, il cui nome si deve al matematico tedesco Erich Rothe, è un teorema di punto fisso che generalizza il teorema del punto fisso di Schauder. Viene esteso dal teorema di Altman.

## Enunciato
Sia {\displaystyle A} una palla chiusa in uno spazio di Banach {\displaystyle X}, e sia {\displaystyle f\colon A\to X} una funzione completamente continua, con {\displaystyle f(\partial A)\subset A} dove {\displaystyle \partial A} è la frontiera di {\displaystyle A}. Allora {\displaystyle f} ha un punto fisso.
Il teorema è valido anche nel caso in cui {\displaystyle A} è un insieme convesso e chiuso in uno spazio localmente convesso.